# 智蔵坊良暹
智蔵坊 良暹 (ちぞうぼう りょうぜん、生没年不詳)は、平安時代後期の僧侶。行実・永実の弟。
同時代には同名の専光房良暹という僧もおり、同一人物か別人かははっきりしないが、辞典類では同一人物としているものもある。

## 人物
『吾妻鏡』によると、治承4年（1180年）8月25日、石橋山の戦いに敗れた源頼朝を良暹の兄永実が自邸に匿った際、良暹は頼朝に討伐された伊豆国の目代山木兼隆の祈祷師を務めていた経緯から頼朝襲撃を計画した。永実・良暹の兄行実は「良暹にそこまでの力は無いが、大庭景親が来たら厄介だ」と言って頼朝に逃亡を進めた。